# You're Gonna Love Again
«You're Gonna Love Again» —en español: «Volverás a amar nuevamente»— es una canción realizada por las gemelas australianas Nervo. La canción fue compuesta por las mismas Nervo y coescrita por el DJ sueco Avicii. El sencillo fue lanzado digitalmente el 4 de junio de 2012 en Australia y los Estados Unidos y 16 de junio de 2012 en el resto del mundo. Está incluido en su álbum debut Collateral publicado en 2015.

## Video musical
El video musical para acompañar el lanzamiento de "You're Gonna Love Again" fue estrenado en YouTube el 2 de julio de 2012 con una duración de tres minutos y cuarenta y seis segundos. Fue dirigido por Isaac Ravishankara y esta protagonizado por la actriz australiana Cleopatra Coleman. Al empezar el video se puede escuchar su sencillo del 2011, «We're All No One».

## Lista de canciones
| Descarga digital |                           |          |  |
| N.º              | Título                    | Duración |  |
| 1.               | «You're Gonna Love Again» | 3:21     |  |

| Descarga digital (Remixes) |                                                                       |          |  |
| N.º                        | Título                                                                | Duración |  |
| 1.                         | «You're Gonna Love Again» (Original Mix)                              | 3:19     |  |
| 2.                         | «You're Gonna Love Again» (Extended Mix)                              | 5:46     |  |
| 3.                         | «You're Gonna Love Again» (Marco V Vocal Mix)                         | 7:12     |  |
| 4.                         | «You're Gonna Love Again» (Alex Kenji Remix)                          | 5:31     |  |
| 5.                         | «You're Gonna Love Again» (MYNC Stadium Remix)                        | 6:09     |  |
| 6.                         | «You're Gonna Love Again» (Pixel Cheese Remix)                        | 5:48     |  |
| 7.                         | «You're Gonna Love Again» (Pleasurekraft 'Happily Never After' Remix) | 5:58     |  |

## Posicionamiento en listas
| Lista (2012)                                | Mejor posición |
| ------------------------------------------- | -------------- |
| Bélgica (Flandes) (Ultratip Bubbling Under) | 55             |
| Bélgica (Valonia) (Ultratip Bubbling Under) | 24             |
| Estados Unidos (Hot Dance Club Songs)       | 4              |
| Estados Unidos (Dance/Mix Show Airplay)     | 15             |
| Francia (SNEP)                              | 126            |